# Rijksheerlijkheid Schauen
Schauen was een rijksheerlijkheid binnen het Heilige Roomse Rijk. Het gebied was niet ingedeeld bij een Kreits.
In 1268 verkocht het klooster Wöltingerode zijn bezittingen in het dorp Schauen aan de abdij Walkenried. Het dorp Schauen werd door het Walkenried in 1530 aan de graven van Stolberg-Wernigerode verkocht en later verschillende keren verpand. In 1616 kwam het in bezit van het domkapittel Halberstadt. In de Vrede van Osnabrück van 1648 kwam het als rijksleen aan de hertogen van Brunswijk-Lüneburg. In 1665/72 kwam het aan Waldeck. In 1689 verwierf de Hannoverse minister vrijheer Otto Grote (1636-1693) de heerlijkheid. Hierdoor ontstond er aan het eind van de zeventiende eeuw nog een nieuwe miniatuurstaat in Duitsland.
In 1808 werd de heerlijkheid ingelijfd bij het koninkrijk Westfalen. Het Congres van Wenen van 1815 voegde de voormalige rijksheerlijkheid bij het koninkrijk Pruisen.